# Off-off-Broadway
Off-off-Broadway (vertaling buiten buiten Broadway) is de aanduiding voor theaters in New York die gewoonlijk kleiner zijn dan 100 zitplaatsen. De naam off-off-Broadway duidt dus op de capaciteit van het theater en niet op het adres. Ook de theaterproducties zelf worden zo genoemd.
Bij uitbreiding of gekscherend spreekt men ook wel van off-off-off-Broadway voor kleinschalige theaterproducties die nog avant-gardistischer, experimenteler of minder commercieel zijn dan off-off-Broadway-producties, hoewel dit geen officiële (door de theatervakbond Actors' Equity Association gebezigde) aanduiding is.